# Team Spirit 2
Team Spirit 2 is het vervolg op de film Team Spirit en de gelijknamige televisieserie. Deze film van Jan Verheyen kwam voor het eerst in België uit in 2003.

## Rolverdeling
| Acteur                | Personage      |
| --------------------- | -------------- |
| Axel Daeseleire       | Franky Leemans |
| Hilde De Baerdemaeker | Katia          |
| Dimitri Leue          | Jean-Mark      |
| Geert Hunaerts        | Vic Schoute    |
| Tania Kloek           | Nancy          |
| Michael Pas           | Stef           |
| Filip Peeters         | Ronny          |
| Peter Van den Begin   | Eddy           |
| Mathias Sercu         | Jos De Paepe   |
| Tom Van Landuyt       | Eric Bogaert   |
| Anne Denolf           | Rita           |
| Warre Borgmans        | Geert          |
| Sandrine André        | Inge           |
| Karel Deruwe          | Breespoels     |